# Landtag Brandenburgii

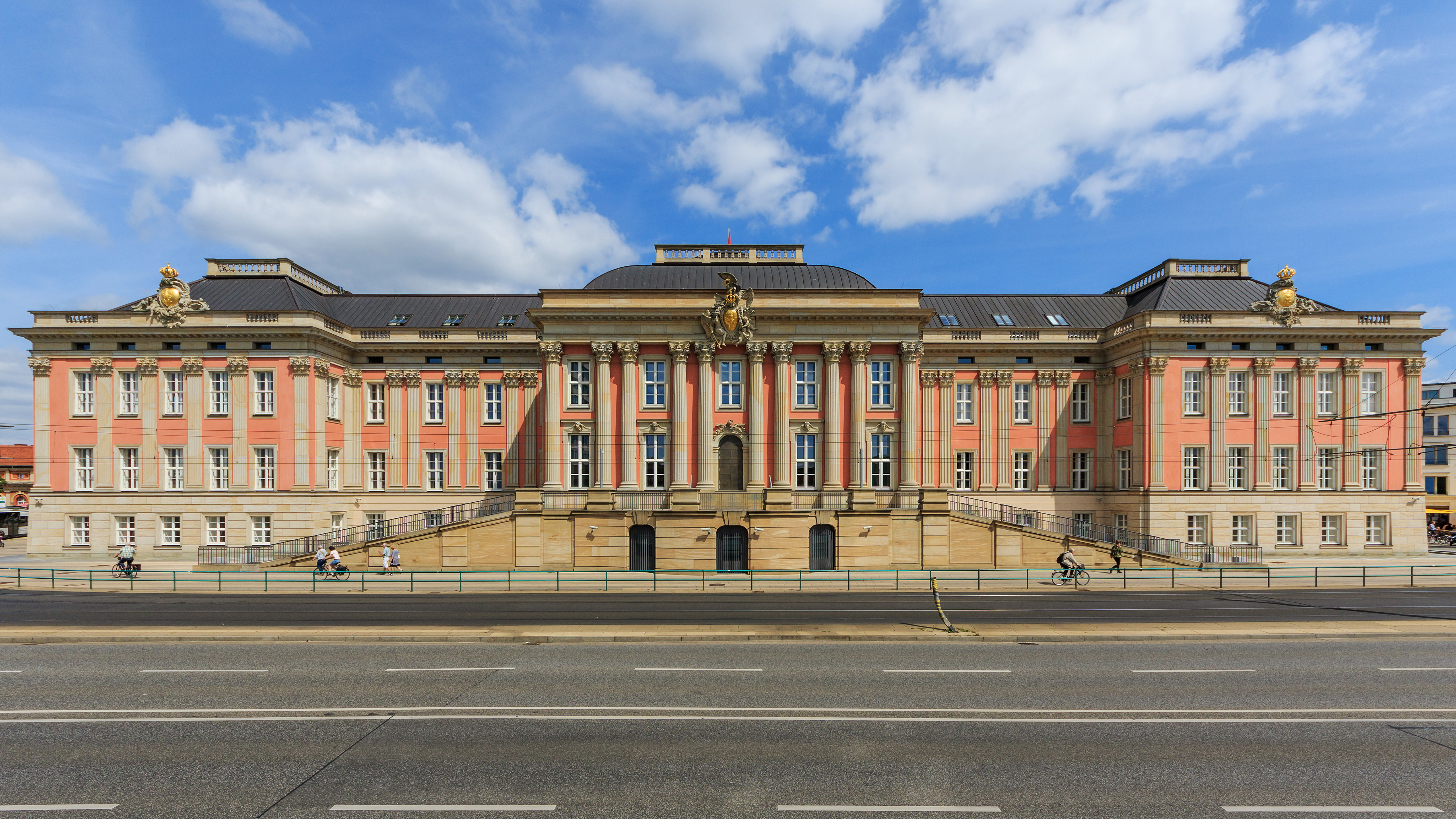
Landtag Brandenburgii w Pałacu Miejskim (2017)

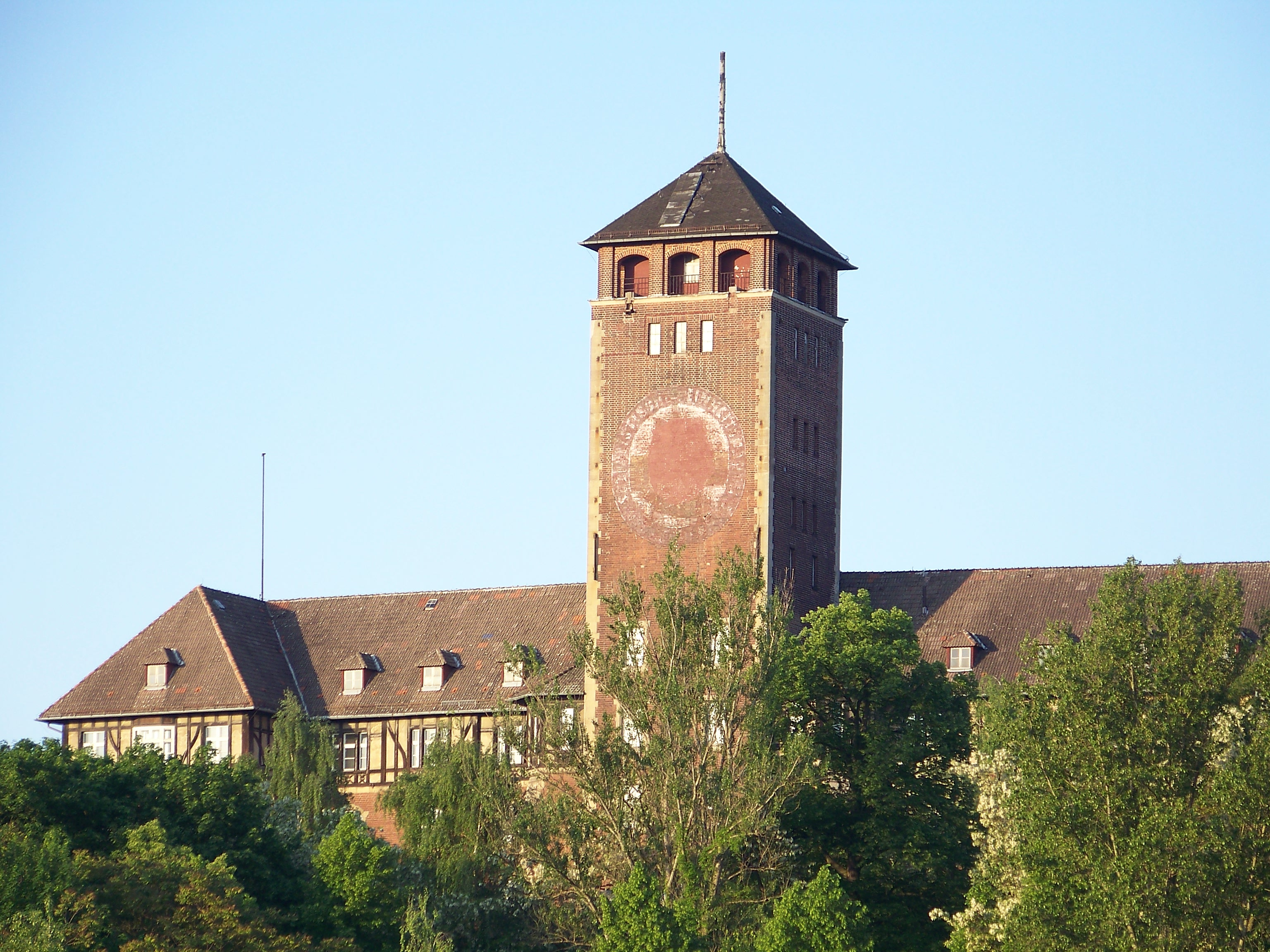
Gmach Landtagu (stan z 2007) na Brauhausbergu z widocznymi śladami po usuniętym symbolu SED

Landtag Brandenburgii (niem. Landtag Brandenburg, dolnołuż. Krajny sejm Bramborska) – parlament kraju związkowego Brandenburgia, we wschodnich Niemczech, z siedzibą w Poczdamie w gmachu odbudowanego Pałacu Miejskiego. Do roku 2013 miał swoją siedzibę w byłej Państwowej Akademii Wojskowej, mieszczącym się na górze Brauhausberg, w południowej części miasta.
Landtag pełni funkcje kontrolną, ustawodawczą, kreacyjną i ustrojodawczą dla Brandenburgii. W jego skład wchodzi obecnie 88 posłów, którzy w obecnej kadencji tworzą pięć frakcji: SPD (31), Linke (26), CDU (19), FDP (7) i Sojusz 90/Zieloni (5).
Pierwszy Landtag Brandenburgii został wybrany w 1946 roku w radzieckiej strefie okupacyjnej, jednak wraz z zakończeniem pierwszej kadencji również swój żywot zakończył ten parlament, na skutek reformy administracyjnej w Niemieckiej Republice Demokratycznej i likwidacji landów, w których miejsce wprowadzono okręgi. Landtag Brandenburgii został reaktywowany w 1990 roku, po zjednoczeniu Niemiec. Począwszy od pierwszych wyborów, które odbyły się w roku 1990, najsilniejszym ugrupowaniem w parlamencie pozostaje SPD, której przedstawiciele posiadają większość stanowisk w rządzie związkowym i pełnią funkcję premiera, którym obecnie jest Dietmar Woidke (od 2013).

## Historia Landtagu Brandenburgii

### W radzieckiej strefie okupacyjnej i NRD (1946–1952)
Po zakończeniu II wojny światowej, 25 lutego 1947 r., Sojusznicza Rada Kontroli zlikwidowała kraj związkowy Prusy, tworząc w ich miejsce mniejsze kraje związkowe, w tym Brandenburgię. Początkowo landem zarządzali konsultanci zatrudnieni w administracji wojskowej radzieckiej strefy okupacyjnej, zaś władze ustawodawczą sprawowało Zgromadzenie Doradcze. Jednak jego wadami było: brak funkcji kontrolnej, przysługującej parlamentowi, legitymizacji ze strony społeczeństwa oraz jego uzależnienie od władz okupacyjnych.
Zmieniło się to po wyborach z 20 października 1946 r., kiedy wybrano po raz pierwszy w historii Landtag Brandenburgii. Najwięcej mandatów w nim uzyskały partie centroprawicowe: Unia Chrześcijańsko-Demokartyczna (CDU) – 31 mandatów i Liberalno-Demokratyczna Partia Niemiec (LDPD) – 20 mandatów. Komunistyczna Partia Niemiec (SED) zdobyła 44 miejsca w parlamencie, a zdominowane przez nią Stowarzyszenie Masowej Pomocy Chłopskiej (VdgB) – 5 posłów. Wkrótce nowy Landtag powołał rząd koalicyjny złożony z przedstawicieli wszystkich ugrupowań parlamentarnych, na czele którego stanął Karl Steinhoff z SED. Przedstawił on projekt konstytucji, która gwarantowała wszystkie swobody obywatelskie takie jak: wolność słowa, swoboda poruszania się, prawo wolności. Została ona przyjęta w głosowaniu powszechnym przez Landtag jednogłośnie w lutym 1947 r.
Przez kolejne dwa lata miała miejsce zacięta walka między komunistami a innymi partiami politycznymi, które uznane były za reakcyjne i burżuazyjne, w związku z czym dokonano w ich strukturach aresztowań i czystek politycznych, w pełni je podporządkowując komunistom. Następne wybory w 1950 r., odbywające się w atmosferze strachu wygrał Front Jedności Narodowej, w którym główną rolę odgrywali komuniści, zdobywając wszystkie mandaty. Na podstawie Ustawy o dalszej demokratyzacji organizacji i funkcjonowaniu organów władzy państwowej w Brandenburgii zniesiono z dniem 25 lipca 1952 r. land, tworząc w jego miejsce trzy okręgi: chociebuski, poczdamski i frankfurcki.

### W zjednoczonych Niemczech

Landtag Brandenburgii w latach 2009–2014

3 października 1990 r. doszło do zjednoczenia Niemiec, a właściwie wchłonięcia NRD do RFN, na którego miejscu utworzono kilka nowych landów, w tym Brandenburgię. Pierwsze wybory do reaktywowanego Landtagu odbyły się 14 października 1990 r. Zwyciężyła w nich SPD, która utworzyła rząd tzw. koalicji sygnalizacji do którego weszły jeszcze FDP i Sojusz 90/Zieloni. Pierwszym premierem został Manfred Stolpe (SPD). Najważniejszym zadaniem nowego parlamentu było uchwalenie konstytucji, która weszła w życie 20 sierpnia 1992 roku, po referendum, w którym udział wzięło zaledwie 47,9% uprawnionych, oddając 94% na tak.
W marcu 1994 r. Sojusz 90/Zieloni wyszli z koalicji i do końca kadencji rządził rząd mniejszościowy SPD-FDP. Kolejne wybory z września 1994 r. wygrała większością bezwzględną SPD zdobywając 54,1% głosów. Mogła zatem rządzić samodzielnie. W trzecich wyborach parlamentarnych wygrało ponownie SPD, jednak straciło część mandatów ma rzecz innych ugrupowań. Ostatecznie powstał rząd wielkiej koalicji, na czele którego ponownie stanął Stolpe. Po wyborach parlamentarnych do Bundestagu i zwycięstwie SPD na szczeblu ogólnopaństwowym Manfred Stolpe zrezygnował z funkcji premiera Brandenburgii, obejmując Ministerstwo Transportu, Budownictwa i Mieszkalnictwa w rządzie Gerharda Schrödera. Nowym premierem Brandenburgii został Matthias Platzeck.

### Skład Landtagu 2009-2014
Wybory do brandenburskiego Landtagu miały miejsce 27 września 2009 r., odbywając się razem z wyborami parlamentarnymi do Bundestagu. Frekwencja wzrosła z 56,4% w poprzednich wyborach do 67,5%. SPD prowadził do wyborów popularny premier Platzeck, dzięki któremu partia uzyskała 33% głosów. Na drugim miejscu znaleźli się postkomuniści z wynikiem 27,2%. Następne mandaty w parlamencie otrzymały: CDU – 19,8%, FDP – 7,2% i Zieloni – 5,6%. Na 21 października 2009 r. zaplanowano pierwszą sesję nowego parlamentu, podczas której ma zostać oficjalnie zawarta koalicja między SPD a Lewicą, na czele której stanie ponownie Matthias Platzeck.

## Wybory
Wybory do Landtagu Brandenburgii odbywają się co pięć lat. Zgodnie z prawem miejscowym powinny się odbyć nie wcześniej niż na 57 dni przed zakończeniem kadencji i później niż 60 dni po rozpoczęciu kadencji nowego parlamentu. Wybory, zarządzane przez prezydium landtagu powinny odbyć się w niedzielę lub w inny dzień wolny od pracy. Posłowie są wybierani w wyborach: wolnych, równych, bezpośrednich, powszechnych i tajnych. Muszą mieć ukończone 18 lat w dniu wyborów i posiadać obywatelstwo brandenburskie.
Czynne prawo wyborcze przysługuje osobom, które ukończyły 18 lat i co najmniej mieć być stale zameldowanym na terytorium landu. Ponadto należy posiadać czynne prawo wyborcze, które w jakiś sposób nie jest ograniczone przez sąd lub opiekuna.
Bierne prawo wyborcze przysługuje wszystkim którzy ukończyli 18 lat i mieszkają na stałe w Brandenburgii od co najmniej od trzech miesięcy.
Posłowie wybierani są w systemie mieszanym. Liczba posłów wynosi 88, jednak może zostać rozszerzona maksymalnie do 110 posłów. Połowowa z nich wybierana jest w systemie proporcjonalnym w okręgach wielomandatowych, zaś druga połowa w okręgach jednomandatowych w systemie większościowym.

## Funkcje Landtagu

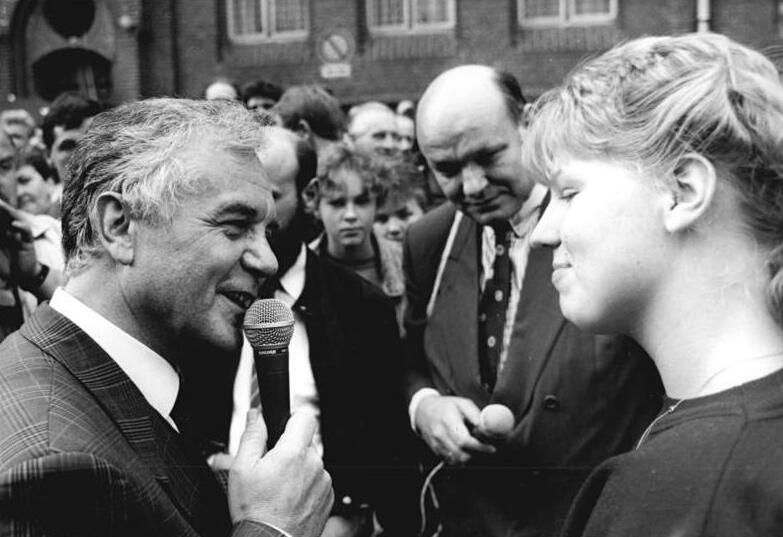
Manfred Stolpe podczas kampanii wyborczej do pierwszych wyborów do Landtagu Brandenburgii w 1990 r.

Do podstawowych funkcji Landtagu należą:
- funkcja ustawodawcza – ustawodawstwo jest podstawową domeną parlamentu, choć w praktyce zarysowuje się tutaj domena rządu
- funkcja kreacyjna – dotyczy powoływania innych organów
- funkcja kontrolna – wypełnianie za pomocą różnorodnych środków parlamentarnej kontroli, np. wielkie zapytania, małe zapytania, godzina aktualności, godzina pytań, komisje śledcze itd.
- funkcja ustrojodawcza – polega na kształtowaniu i wprowadzaniu zmian do konstytucji.

## Struktura Landtagu

### Przewodniczący Landtagu
Jest jednym z posłów i najwyższym przedstawicielem brandenburskiego parlamentu, stoi na straży praw i godności Landtagu Brandenburgii i kieruje jego pracami.
| Lp. | Imię i nazwisko         | Partia | Początek urzędowania | Koniec rządów        |
| --- | ----------------------- | ------ | -------------------- | -------------------- |
| 1.  | Friedrich Ebert młodszy | SED    | 22 listopada 1946    | luty 1949            |
| 2.  | Otto Meier              | SED    | Luty, 1949           | 1952                 |
| 3.  | Herbert Knoblich        | SPD    | 26 października 1990 | 13 października 2004 |
| 4.  | Gunter Fritsch          | SPD    | 13 października 2004 | 8 października 2014  |
| 5.  | Britta Stark            | SPD    | 8 października 2014  | 25 września 2019     |
| 6.  | Ulrike Liedtke          | SPD    | 25 września 2019     |                      |

### Prezydium Landtagu
Do jego zadań należą: ustalanie planu pracy parlamentu, przygotowywanie wykładni Regulaminu Izby, ustalanie zasad doradztwa naukowego i ekspertyz, zajmowanie się kwestiami prawnymi posłów, przekazywanie poszczególnym komisjom parlamentarnym odpowiednich spraw do rozpatrzenia. W jego skład wchodzi Przewodniczący Landtagu oraz:
- Wiceprzewodniczący Landtagu – Gerlinde Stobrawa(inne języki) (Die Linke)
- Członkowie frakcji parlamentarnych: w liczbie maksymalnie 12 osób[10].

### Frakcje polityczne
Zgodnie z obowiązującymi przepisami frakcję parlamentarną może utworzyć grupa co najmniej czterech posłów, należących do tej samej partii politycznej.

### Komisje
Posłowie pracują w komisjach, które dzielą się na stałe i do zadań specjalnych. Obecnie, od 1996 roku, istnieje 14 stałych komisji, do których należą:
Komisja Ogólna
Komisja ds. Petycji
Komisja Spraw Wewnętrznych
Komisja Prawa
Komisja Edukacji, Młodzieży i Sportu
Komisja Kultury i Nauki
Komisja Pracy, Spraw Socjalnych, Zdrowia i Rodziny
Komisja Gospodarki
Komisja Rozwoju Obszarów Wiejskich, Ochrony Środowiska i Ochrony Konsumenta
Komisja Infrastruktury i Planowania Przestrzennego
Komisja Budżetu i Finansów
Komisja Kontroli Budżetowej
Komisja Spraw Europejskich i Rozwoju
Komisja ds. Wyborczych.
Komisje nadzwyczajne:
Komisja Specjalna ds. Norm i Standardów

### Kancelaria
Nad prawidłowym funkcjonowaniem landtagu pieczę sprawuje Kancelaria Landtagu Brandenburgii.

## Siedziba parlamentu

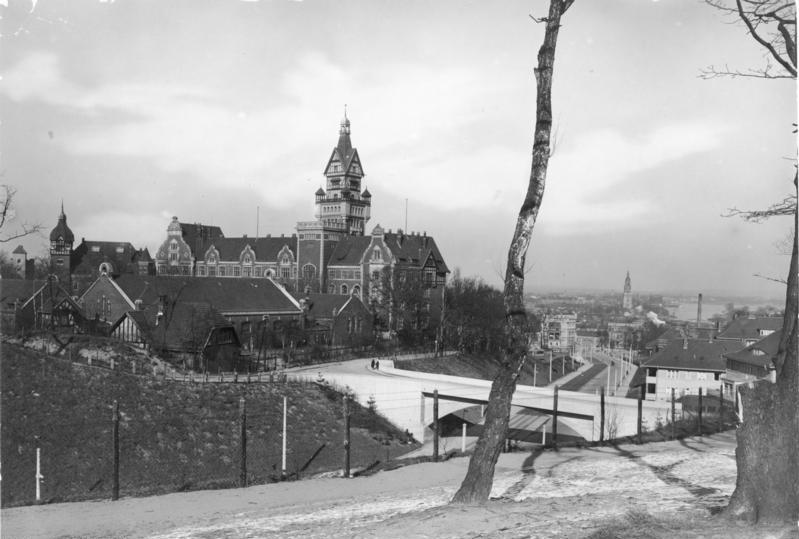
Obecna siedziba parlamentu w 1930 roku

### Budynek na Brauhausbergu
Dotychczasowa siedziba parlamentu znajduje się na górze Brauhausberg w Poczdamie. Budynek powstał w latach 1899–1902 według projektu niemieckiego architekta Franza Schwentena jako szkoła oficerska dla pruskiej elity arystokratycznej, wybudowana w stylu neorenesansu angielskiego.
Do 1914 roku budynek służył jako szkoła podchorążych, a następnie podczas I wojny światowej był wykorzystywany jako punkt zbiórki batalionu.
W czasach Republiki Weimarskiej oraz III Rzeszy gmach należał na własność państwa i pełnił funkcję archiwum państwowego, w którym przechowywano akta cywilne i wojskowe. W 1935 r. został on częściowo rozbudowany dla potrzeb archiwum. W trakcie tej przebudowy obniżono wieżę o 50 metrów. 14 kwietnia 1945 r. został częściowo zniszczony przez bombardowania aliantów (Royal Air Force). W czasie nalotów spaleniu uległy bezcenne dokumenty wojskowe przechowywane w budynku.
W czerwcu 1948 roku budynek został przejęty przez Rosjan. Starano się umieścić w nim ministerstwo finansów, jednak nie było to możliwe. 1 sierpnia 1949 Rosjanie opuścili gmach, który został przekształcony w lokalny komitet Komunistycznej Partii Niemiec. W tym czasie dokonano rozbudowy skrzydła wschodniego budynku na cele magazynowe. Od 1 sierpnia 1952, po reformie administracyjnej NRD, w gmachu mieściła się siedziba władz okręgu poczdamskiego, w związku z czym nazywany był przez mieszkańców Poczdamu pogardliwie Kremlem.
Po zjednoczeniu Niemiec w 1990 roku i utworzeniu landu Brandenburgii swoją siedzibę znalazł tutaj landtag. Rozpoczęły się prowizoryczne prace adaptacyjne na siedzibę lokalnego parlamentu, które zakończono w 1991 roku. 25 września w budynku odbyło się pierwsze zebranie plenarne Landtagu Brandenburgii I kadencji.

### Nowa siedziba

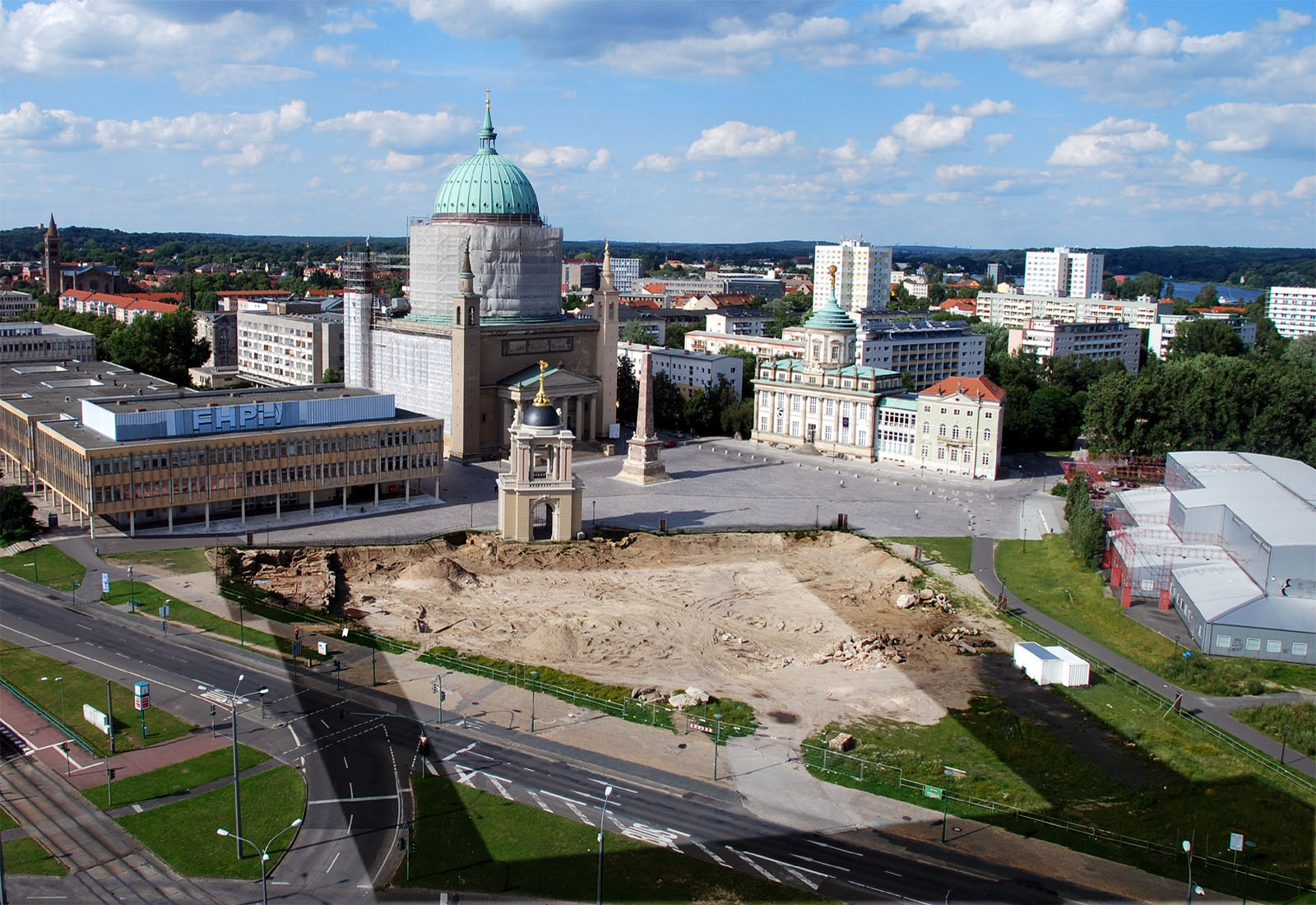
Początek prac archeologicznych na terenie Pałacu Królewskiego w Poczdamie w 2007 roku

W kwietniu 2005 r. posłowie do brandenburskiego landtagu zdecydowali o tym, że jego siedziba zostanie przeniesiona do nowego budynku, na który przeznaczono zrekonstruowany Pałac Królewski na Starym Rynku w Poczdamie. W lutym 2006 r. Prezydium Landtagu za zgodą ministra finansów Rainera Speera zleciło opracowanie plan rekonstrukcji pałacu. Jego realizację uzależniono od zgody rady miejskiej Poczdamu, która w 2008 r. dwukrotnie odrzucała w głosowaniu projekt.
Większość radnych swoją negatywną decyzję argumentowało tym, iż odrestaurowany gmach może zaburzyć układ urbanistyczny starego miasta. Dodatkowo przeciwne przenoszeniu siedziby landtagu do ścisłego centrum miasta były partie lewicowe: Die Linke i Sojusz 90/Zieloni. W styczniu przeprowadzono badania opinii publicznej w stolicy landu, które wykazały, że większość jego obywateli opowiedziała się pozytywnie za projektem odbudowy Zamku Królewskiego w centrum miasta z pieczołowicie odrestaurowaną fasadą.
W lipcu 2007 roku rada miejska Poczdamu przeznaczyła 85 milionów euro na odbudowę pałacu. Ostatecznie uzgodniono jednak, że odbudowę będzie prowadzić się według oryginalnego projektu Georga Wenzeslausa von Knobellsdorffa. Pozostałą kwotę na realizację tego przedsięwzięcia wyłożył miliarder Hasso Plattner, który zgodził się dać 20 milionów euro, ale pod warunkiem, że zostanie przywrócona zabytkowa fasada pałacu.
Pod koniec lutego 2008 roku rozpoczął się pierwszy przełomowy etap w odbudowie. Miała miejsce uroczysta ceremonia, która rozpoczęła realizacje projektu. W lecie 2008 miały miejsce badania archeologiczne, po których zakończeniu planuje się na wiosnę 2010 roku rozpoczęcie prac budowlanych, które według pierwotnych założeń mają zakończyć się do końca roku 2012.